# Michel Chalhoub
 (août 2021).
La mise en forme du texte ne suit pas les recommandations de Wikipédia : il faut le « wikifier ».
Les points d'amélioration suivants sont les cas les plus fréquents. Le détail des points à revoir est peut-être précisé sur la page de discussion.
- Les titres sont pré-formatés par le logiciel. Ils ne sont ni en capitales, ni en gras.
- Le texte ne doit pas être écrit en capitales (les noms de famille non plus), ni en gras, ni en italique, ni en « petit »…
- Le gras n'est utilisé que pour surligner le titre de l'article dans l'introduction, une seule fois.
- L'italique est rarement utilisé : mots en langue étrangère, titres d'œuvres, noms de bateaux, etc.
- Les citations ne sont pas en italique mais en corps de texte normal. Elles sont entourées par des guillemets français : « et ».
- Les listes à puces sont à éviter, des paragraphes rédigés étant largement préférés. Les tableaux sont à réserver à la présentation de données structurées (résultats, etc.).
- Les appels de note de bas de page (petits chiffres en exposant, introduits par l'outil «  Source ») sont à placer entre la fin de phrase et le point final[comme ça].
- Les liens internes (vers d'autres articles de Wikipédia) sont à choisir avec parcimonie. Créez des liens vers des articles approfondissant le sujet. Les termes génériques sans rapport avec le sujet sont à éviter, ainsi que les répétitions de liens vers un même terme.
- Les liens externes sont à placer uniquement dans une section « Liens externes », à la fin de l'article. Ces liens sont à choisir avec parcimonie suivant les règles définies. Si un lien sert de source à l'article, son insertion dans le texte est à faire par les notes de bas de page.
- La présentation des références doit suivre les conventions bibliographiques. Il est recommandé d'utiliser les modèles {{Ouvrage}}, {{Chapitre}}, {{Article}}, {{Lien web}} et/ou {{Bibliographie}}. Le mode d'édition visuel peut mettre en forme automatiquement les références.
- Insérer une infobox (cadre d'informations à droite) n'est pas obligatoire pour parachever la mise en page.

Pour une aide détaillée, merci de consulter Aide:Wikification.
Si vous pensez que ces points ont été résolus, vous pouvez retirer ce bandeau et améliorer la mise en forme d'un autre article.
Pour les articles homonymes, voir Chalhoub.
Michel Chalhoub (9 octobre 1931 - 30 juillet 2021) était un milliardaire syrien et fondateur du groupe Chalhoub. En août 2021, sa valeur nette était estimée à 1,1 milliard de dollars américains.

## Biographie
Michel Chalhoub est né à Damas, en Syrie, en 1931.
Michel et Widad Chalhoub ont créé leur entreprise à Damas en 1955. Après le coup d'État militaire réussi en Syrie et l'incertitude économique, ils ont été contraints de déménager à Beyrouth, après 10 ans, en raison de la guerre civile libanaise, ils se sont installés au Koweït où l'entreprise a prospéré et leurs fils, Anthony et Patrick, ont rejoint le Groupe,.
En 1990, c'était l'invasion du Koweït suivie de la Guerre du Golfe, ils ont été contraints d'établir une opération d'exil afin de maintenir l'entreprise en activité,,.
Ils ont fini par contrôler environ 20 % du marché des produits de luxe de la région.
Michel Chalhoub était marié à Widad, et ils vivaient à Dubaï.
Leurs deux fils, Anthony et Patrick, ont pris la relève en tant que co-PDG du Groupe Chalhoub en 2001. Depuis 2018, Patrick est le seul PDG depuis le décès de leur fils aîné, Anthony.
Michel Chalhoub est décédé le 30 juillet 2021, à l'âge de 89 ans. 